# For fulde (h)jul
For fulde (h)jul er en amerikansk jule-familiefilm fra 1986, filmen er instrueret af Alan Shapiro. Filmen her Edward Asner, Rene Auberjonois, Jim Metzler og Susan Tyrrell i hovedrollerne.

## Medvirkende
- Edward Asner som Horace McNickle
- Rene Auberjonois som Sumner
- Jim Metzler som Stuart Jameson
- Susan Tyrrell som Sara
- Karen Landry som Clara Jameson
- Philip Bruns som Lucky
- Alan North som Whittaker
- Nicolas Van Burek som Billy Jameson
- Vicki Wauchope som Trudy Jameson
- Zachary Ansley som John